# 布拉杰·库马尔·尼赫鲁
布拉杰·库马尔·尼赫鲁（英語：Braj Kumar Nehru，1909年9月4日—2001年10月31日），MBE，印度政治人物，首任印度总理贾瓦哈拉尔·尼赫鲁的侄子，曾于1961年至1968年任印度驻美国大使。

## 个人生活与家族
尼赫鲁出生于印度北方邦安拉哈巴德，祖父为政治家莫逖拉尔·尼赫鲁之兄南德拉尔·尼赫鲁，父为布里杰拉尔·尼赫鲁，母为拉梅什瓦里·尼赫鲁，堂妹为第5任印度总理英迪拉·甘地。他曾于阿拉哈巴德大学、伦敦政治经济学院和牛津大学学习，并因在不同领域的出色成就被旁遮普大学授予文学博士学位。1934年，尼赫鲁开始政治生涯。次年，尼赫鲁与在英国读书时的奥地利犹太人同学玛格多娜·弗里德曼（婚后改名肖巴·尼赫鲁）结婚。
尼赫鲁在2001年以92岁高龄逝世于喜马偕尔邦卡绍利。他的追悼会上回荡着唱经的声音，遗体在德里火化。

## 政治生涯

### 国内职务
自1934年起，尼赫鲁投身于印度政坛，先后做过7个邦的总督。1934年至1937年，他在旁遮普省政府担任多个职位；1957年，他改任经济部长，次年任印度对外经济关系总干事。20世纪60年代起，他出任了多个邦的总督。1986年，因拒绝协助英迪拉·甘地动摇时任查谟-克什米尔邦行政长官法鲁克·阿卜杜拉的统治，尼赫鲁从该邦被调到古吉拉特邦。

### 国际职务
第二次世界大战结束后，尼赫鲁代表印度参加了战后赔偿会议，并在会议上与英国就英镑结余问题展开谈判。1949年，尼赫鲁上任世界银行执行董事，1954年于印度驻美国大使馆主管经济。他协助创立了一个由捐款协助印度发展的国家组成的财团，这些国家承诺为印度捐献200万美元。此外，尼赫鲁还曾于1973年至1977任印度驻英国高级专员，于联合国投资委员会任职主席长达14年。

## 受赏
1945年1月1日，尼赫鲁被授予大英帝国勋章（MBE），1999年又被授予莲花赐勋章。

### 扩展阅读
- Nehru, Braj Kumar. . New York: Viking Press. 1997  [2019-03-25]. （原始内容存档于2019-06-07）.

### 资料来源
1. ↑  . 2001-11-13. （原始内容存档于2014-05-12）.
2. 1 2 3 4  . Rajbhavan (Govt of India).   [2019-03-24]. （原始内容存档于2018-12-10）.
3. 1 2 3  Lewis, Paul. . The New York Times. 2001-11-09  [2019-03-24]. ISSN 0362-4331. （原始内容存档于2017-07-03）.
4. 1 2 3 4  . www.scotsman.com. 2002-01-02. （原始内容存档于2018-12-11） （英语）.
5. ↑  . www.tribuneindia.com.   [2019-03-24]. （原始内容存档于2018-12-13）.
6. ↑  . The Indian Express. 2017-04-27  [2019-03-24]. （原始内容存档于2018-12-11） （英语）.
7. ↑  . www.tribuneindia.com.   [2019-03-24]. （原始内容存档于2018-12-13）.
8. ↑  . The Times of India.   [2019-03-24]. （原始内容存档于2015-11-11）.
9. ↑  . www.rediff.com.   [2019-03-24]. （原始内容存档于2018-10-03）.
10. ↑  . （原始内容存档于2013-10-01）.
11. ↑  . www.tribuneindia.com.   [2019-03-24]. （原始内容存档于2018-12-13）.